# Dirty Three
I Dirty Three sono una rock band australiana, attiva dal 1993.

## Storia della band
I Dirty Three nacquero a Melbourne nei primi anni novanta, quando al chitarrista Mick Turner e al batterista Jim White, che suonavano insieme già da tempo, si unì il violinista di formazione classica Warren Ellis, che aveva l'abitudine di suonare un violino a cui aveva applicato un pick-up da chitarra, in modo da sfruttarne i feedback e di giocare sul timbro dello strumento. Si dedicarono a una sorta di musica da camera influenzata dal noise rock, dal jazz e dal rock psichedelico, che molti critici inserirono, più tardi, nel filone del post-rock.
Nel 1993 suonarono il primo concerto, e, nel 1995, pubblicarono indipendentemente il primo album, Sad & Dangerous. In seguito, intrapresero un tour, suonando al fianco di artisti come Nick Cave, John Cale, Rickie Lee Jones, Beck e i Sonic Youth. Vennero, così, notati dalla Touch and Go, che li mise sotto contratto, e con cui pubblicarono il secondo album Dirty Three, nello stesso anno.
Nel 1996, guadagnarono un buon successo di critica con il terzo album, Horse Stories.
Il grande successo arrivò, però, due anni più tardi, nel 1998, col quarto album, Ocean Songs, un complesso concept dedicato al mare. Molti critici definirono il disco come uno dei più originali degli anni novanta.
Replicarono questo successo nel 2000, con il quinto album Whatever You Love, You Are.
Nel frattempo, i membri della band lavorarono ad altri progetti: Turner realizzò diversi album solisti, così come Ellis, membro anche dei Nick Cave and the Bad Seeds e dei Grinderman.
Nel 2003 tornarono sulla scena con il sesto album, She Has No Strings Apollo, a cui seguì, nel 2005, Cinder.

## Formazione
- Warren Ellis - violino
- Mick Turner - chitarra
- Jim White - batteria

## Discografia
Album in studio
- 1995 - Sad & Dangerous
- 1995 - Dirty Three
- 1996 - Horse Stories
- 1998 - Ocean Songs
- 2000 - Whatever You Love, You Are
- 2000 - Lowlands
- 2003 - She Has No Strings Apollo
- 2005 - Cinder
- 2012 - Toward the Low Sun
- 2024 - Love Changes Everything

EP
- 1998 - Sharks
- 1998 - Ufkuko
- 2001 - In The Fishtank 7 (con i Low)
- 2003 - A Strange Holiday
- 2005 - Live! At Meredith

Singoli
- 1997 - Obvious Is Obvious / No Need (con i Low)
- 2005 - Great Waves

Split
- 1998 - A Strange Holiday / When The Time Comes (con i Scenic)
- 2006 - I'm So Lonesome I Could Cry / Doris (con Josh T. Pearson)